# Marieta Żukowska
Marieta Żukowska (ur. 1 lipca 1982 w Żywcu) – polska aktorka filmowa, telewizyjna i teatralna. Członkini Polskiej Akademii Filmowej.

## Życiorys

### Kariera teatralna
Po ukończeniu szkoły średniej w 2000 – Liceum Muzycznego im. Stanisława Moniuszki w Bielsku-Białej w klasie skrzypiec – dostała się na Wydział Aktorski Państwowej Wyższej Szkoły Teatralnej w Łodzi, który ukończyła w 2006. Następnie dołączyła do zespołu Teatru im. Stefana Jaracza w Łodzi. 
Od 2019 występuje z zespołem Garnizonu Sztuki, gra m.in. w spektaklu Same plusy. Ze spektaklem Wstyd (reż. Wojciech Malajkat) występuje na deskach teatralnych w całej Polsce.

### Kariera filmowa
Za rolę Teresy Szyman w filmie Łukasza Barczyka Nieruchomy poruszyciel (2008) była nominowana w 2009 do Polskiej Nagrody Filmowej Orzeł za odkrycie roku. W filmie Patryka Vegi Botoks (2017) wcieliła się w postać Patrycji Banach. Zagrała Eli w filmie Patrycji Ryczko Jestem REN (2019), który miał premierę podczas Warszawskiego Festiwalu Filmowego. Zagrała główną rolę w filmie Łukasza Barczyka Próba łuku (2024), który miał premierę na Międzynarodowym Festiwalu Filmowym „Nowe Horyzonty”.

### Kariera telewizyjna
Zagrała w kilkunastu serialach, takich jak m.in.: Londyńczycy (2008–2009), M jak miłość (2006–2010) czy Barwy szczęścia (2015–2023). Występowała w głównej roli, Anny Orłowskiej-Kowalskiej, w serialu Kowalscy kontra Kowalscy (2021–2022).
W 2023 wystąpiła jako Sabina Stec w BringBackAlice, kryminalno-obyczajowym serialu telewizyjnym HBO Polska i wytwórni Telemark. 
Na początku 2024 na platformie Polsat Box Go premierę miał miniserial Zdrada, w którym Żukowska wcieliła się w postać Elizy Czarcińskiej-Kamińskiej.

### Inne projekty
Brała udział w akcjach reklamowych różnych marek m.in. Armani, L’oreal czy Remé.
Od 2023 prowadzi podcast Równowaga dostępny na Vogue.pl. 

## Życie prywatne
Do 2018 przez kilkanaście lat pozostawała w nieformalnym związku z reżyserem filmowym Wojciechem Kasperskim, z którym ma córkę, Polę (ur. 8 sierpnia 2012). W 2023 wyszła za reżysera i producenta Łukasza Barczyka w Rzymie.

## Filmografia
- 2003–2005: Sprawa na dziś jako Alicja Strzelczyk, napastniczka w banku
- 2004: Kryminalni jako Monika Jastrzębska (odc. 6)
- 2004–2006: Pierwsza miłość jako Joanna Nowicka, sekretarka (debiut w odc. 5)
- 2006: Bezmiar sprawiedliwości jako Dominika Łukińska
- 2006: Bezmiar sprawiedliwości (serial) jako Dominika Łukińska (odc. 2-4)
- 2006–2010: M jak miłość jako Marzena Sadowska
- 2008: PitBull jako Edyta
- 2008: Nieruchomy poruszyciel jako Teresa Szyman
- 2008: Londyńczycy Marta (odc. 3)
- 2009: Nigdy nie mów nigdy jako Ewa, współpracownica Amy
- 2009: Londyńczycy 2 jako Maria Rost
- 2009: Generał – zamach na Gibraltarze jako Alicja Iwańska
- 2009: Generał jako Alicja Iwańska
- 2010: Ciacho jako Ela Rudnicka, adwokat
- 2010: Majka jako Aleksandra Duszyńska, pierwsza żona Michała
- 2011: W imieniu diabła jako Marta
- 2011: Hotel 52 jako recepcjonistka Kaja Rusiłowicz
- 2011: Instynkt jako Aleksandra Lewicka
- 2012: Vocuus (film krótkometrażowy) jako pedagog
- 2012: Anna German jako Aniela
- 2012: Prawo Agaty jako Emilia Świdera, żona Tomasza (odc. 27)
- 2013: Komisarz Alex jako Anita Marczak (odc. 41)
- 2014: Zbliżenia jako matka Marty w młodości
- 2014: Ojciec Mateusz jako Ilona, żona Andrzeja (odc. 135)
- 2014: Na dobre i na złe jako Helena (odc. 565)
- 2015: Uwikłani jako Joanna Marecka (odc. 9)
- 2015: Przypadki Cezarego P. jako Magda, była żona Cezarego
- od 2015: Barwy szczęścia jako Bożena Wiśniewska, córka Wiśniewskiego
- 2015: Słaba płeć? jako Marianna Kula
- 2015: Dwoje we troje jako Michelle
- 2017: Druga szansa  jako Jagoda
- 2017: Botoks jako dr Patrycja Banach
- 2019: Jestem Ren jako Ela
- 2019: Całe szczęście jako profesor Ludmiła Stefańska
- 2021–2022: Kowalscy kontra Kowalscy jako Anna Kowalska, żona Piotra
- 2021: Small World jako Marta
- 2023: BringBackAlice jako Sabina Stec, matka Alicji
- 2024: Reset jako rzeczniczka Sofja Bjorn
- 2024: Próba łuku jako Marta
- 2024: Zdrada jako Eliza Czarcińska-Kamińska, żona Pawła

## Nagrody i wyróżnienia
- 2005: pierwsza nagroda na konkursie Piosenki Aktorskiej w Koszalinie
- 2006: nagroda za najlepszą kreację żeńską za rolę Isobel w przedstawieniu Lew na ulicy na XXXVI Jeleniogórskich Spotkaniach Teatralnych
- 2006: Grand Prix za rolę Nonny w przedstawieniu Gąska N. Kolady (PWSFTviT w Łodzi) na XVI Międzynarodowy Festiwal Szkół Teatralnych w Brnie
- 2006: Złota Maska dla najlepszej aktorki za rolę Isobel w przedstawieniu Lew na ulicy w Teatrze im. S. Jaracza
- 2006: Brylant „Dziennika Łódzkiego” za najlepszy debiut w Blasku życia na scenie Teatru im. S. Jaracza (na trzecim roku studiów)
- 2006: II nagroda jury za rolę Nonny w Gąsce na XXIV Festiwalu Szkół Teatralnych w Łodzi
- 2006: nagroda aktorska za pierwszoplanową rolę żeńską za rolę Isobel w spektaklu Lew na ulicy na V Festiwalu Prapremier w Bydgoszczy
- 2007: nagroda aktorska za rolę nastolatki w spektaklu Blask życia w reżyserii Mariusza Grzegorzka na XLVII Kaliskich Spotkaniach Teatralnych
- 2007: nagroda im. Andrzeja Nardellego za najlepszy debiut teatralny za rolę Isobel w Lwie na ulicy Judith Thompson w reżyserii Mariusza Grzegorzka
- 2009: Polskie Nagrody Filmowe (nominacja) w kategorii: Odkrycie roku
- 2018: „Ikona Stylu” Elle Style Awards 2018[20]
- 2023: Outstanding Film and Theater Actrees (dla wybitnej aktorki filmowej i teatralnej) - International Businesswoman Awards we Włoszech.